# Kaserne Basel
Die Kaserne Basel ist ein 1863 errichtetes Bauwerk in Basel. Es ist heute ein Kulturzentrum für die freie Theater-, Tanz- und Performanceszene sowie für Konzerte im Bereich der Populärmusik. In drei Veranstaltungsräumen für total 1700 Besucher finden eigene Produktionen und Gastspiele statt, zudem nimmt die Kaserne Basel die Förderung junger Kunstschaffender wahr. Der Betrieb wird vom «Verein Kulturwerkstatt Kaserne» getragen und erhält staatliche Subventionen. Angeschlossen sind Gaststätten (Restaurants, Bars).

## Geschichte

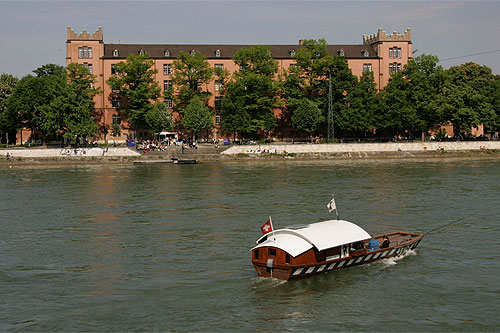
Kopfbau der ehemaligen Basler Kaserne vom Rhein her

Historische Luftaufnahme der Basler Kaserne von 1948

Die Kaserne Basel war ursprünglich ein militärischer Ausbildungsort, der 1863–1966 von der Schweizer Armee genutzt wurde und noch früher zum Kloster Klingental gehört hatte. Nach einer längeren Planungs- und Übergangsphase öffnete der Kulturbetrieb 1980. 2000–2004 folgten eine grundlegende bauliche Sanierung und interne Strukturveränderungen (Wechsel von einer kollektiven Leitung zu einer Zweierspitze mit künstlerischer Leitung und Betriebsleitung). 2007 wurden die Veranstaltungsräume schallisoliert, so dass frühere Betriebsbeschränkungen aufgehoben werden konnten. Die Kaserne Basel war in dieser Zeit immer wieder Gegenstand politischer Auseinandersetzungen um die problematische Finanzlage und um die Ausrichtung des Betriebs (Forderung eines eigenen Zentrums für Populärmusik in Basel).
Das ehemalige Kasernenareal ist grösser als die «Kaserne Basel», welche die beiden Rossställe und die Reithalle nutzt. Auf der Freifläche des Innenhofs (früher Exerzierplatz) finden Grossveranstaltungen wie Teile der Basler Herbstmesse oder das Basel Tattoo statt. In der einstigen Klosterkirche sind Künstlerateliers und der Ausstellungsraum Klingental untergebracht, im Kopfbau (dem eigentlichen ehemaligen Kasernenbau) befinden sich basel-städtische Schulen (Schule für Brückenangebote und Schule für Gestaltung). Nach dem Auszug der Hochschule für Gestaltung und Kunst (HGK) der Fachhochschule Nordwestschweiz musste die bisherige Nutzung überdacht werden. Dabei ist die zukünftige städtebauliche Gestaltung Gegenstand intensiv geführter Debatten. Diese drehen sich vor allem um die Frage der Öffnung des Areals zum nahegelegenen Rhein hin, wozu Teile des Gebäudeensembles abgebrochen werden müssten.
Am 12. Februar 2017 stimmte die Basler Bevölkerung in einer Abstimmung der Sanierung der Kaserne zu. Das Kasernenhauptgebäude kann nun saniert und erdbebensicher gemacht und zum Kulturzentrum umgebaut werden. Die Stimmberechtigten haben dem 44,6-Millionen-Kredit mit 61,8 Prozent Ja-Stimmen zugestimmt. Damit kann das von Focketyn Del Rio Studio Architekten ausgearbeitete Projekt, welches einen Projektwettbewerb gewonnen hat, umgesetzt werden.